# オートザムAZ-3
AZ-3（エーゼットスリー）は、マツダが製造し、オートザムで販売していたハッチバッククーペである。ユーノス店で販売されていたユーノス・プレッソは姉妹車。

## 概要
オートザムチャンネルで販売されたため、オートザムAZ-3を名乗っていた。当初は1.5L直4エンジンのみのラインナップであった。
1993年9月のマイナーチェンジで1.8LV6エンジンを搭載したモデル（グレード名GT-AおよびGT-X）が追加された。
リアウインドウは3次曲面。プレッソとの外観上の違いは、各部のエンブレム程度である。キャッチコピーは「僕に、感じやすい。」
プラットフォームは、マツダ・Eプラットフォームが用いられた。
当時マツダの別チャンネル系列で販売されていたRX-7をそのまま小さくしたような外観が特徴的である。

## 初代 EC5SA/ECPSA型（1991年-1998年）
- 1991年6月 - 販売開始。
- 1993年9月 - 姉妹車であるユーノス・プレッソにのみ設定されていた、1.8LV6エンジンがAZ-3にも追加された。
- 1996年4月 - 全車運転席SRSエアバッグが標準装備される。
- 1998年
  - 3月[2] - 折からのスペシャルティカー市場の販売不振やファミリアのモデルチェンジによる車種整理のためプレッソと共に生産中止。それ以後は流通在庫のみの販売となる。
  - 6月 - プレッソと共に流通在庫の完売により販売終了。プレッソ同様、後継はなく既存の小型オープンカーである2代目ロードスターが事実上の代替車種となった。

生産台数:22万64台(プレッソを含む。)

## 車名の由来
- AZはオートザムの略称、3は車格を表していた。

## デザイン
三菱自動車から移籍しチーフデザイナーを務めていた荒川健がユーノス500と共に手がけたもので、AZ-3のエクステリアデザインはプレッソ同様にジョルジェット・ジウジアーロがベルトーネ時代に手がけたデザイン提示用の試作車であるアルファロメオ・カングーロに多大な影響を受けている。

## アフターパーツ
短命に終わったモデルであったが、当時4WDターボを武器に活躍したBG系ファミリアと車台が共通だったため、足回りやシートレールなどはファミリア用が使用できた。また1.5L B5エンジン車は駆動系、排気系なども流用可能であったため改造範囲は比較的広かった。ただしV6のK8エンジンについてはマツダスピード(A-Spec)以外からのアフターパーツ供給はほとんど望めなかった。